# Olimpiada Informatyczna Juniorów
Olimpiada Informatyczna Juniorów (OIJ) (do 2019 Olimpiada Informatyczna Gimnazjalistów) – przedmiotowa olimpiada szkolna z zakresu informatyki skierowana do uczniów szkół podstawowych. Olimpiada organizowana jest corocznie od 2006. Odpowiednikiem Olimpiady Informatycznej Juniorów dla szkół ponadpodstawowych jest Olimpiada Informatyczna.

## Historia
Pierwsza edycja Olimpiady, pod nazwą Olimpiady Informatycznej Gimnazjalistów, odbyła się w roku szkolnym 2006/2007. Głównym adresatem Olimpiady byli ówcześni uczniowie gimnazjów. Olimpiada została powołana przez Komitet Główny Olimpiady Informatycznej w roku 2006, z inicjatywy Stowarzyszenia "Talent" i przy współudziale Zespołu Koordynatorów Edukacji Informatycznej oraz Ośrodka Edukacji Informatycznej i Zastosowań Komputerów. W latach 2010–2014 Olimpiada była organizowana przez Ośrodek Rozwoju Edukacji, a w latach 2014 - 2019 przez Stowarzyszenie “Talent”. W roku szkolnym 2017/2018 nazwa Olimpiady została zmieniona na Młodzieżową Olimpiadę Informatyczną ze względu na wygaszanie gimnazjów. Od roku szkolnego 2019/2020 Olimpiadę organizuje Fundacja Rozwoju Informatyki, a nazwa Olimpiady została zmieniona na Olimpiadę Informatyczną Juniorów.

## Przebieg zawodów
Olimpiada jest trójstopniowa. Na wszystkich stopniach zawodów (poza turą testową I stopnia) zawodnicy muszą rozwiązać zadania programistyczne i przedstawić rozwiązanie w postaci kodu źródłowego w jednym z dozwolonych języków programowania (C++ lub Pythonie). Rozwiązanie jest testowane automatycznie na zbiorze testów przygotowanych przez organizatorów zadań przy użyciu specjalistycznego systemu zwanego sprawdzarką (online judge). Sprawdzane jest czy program wykonał się poprawnie, zmieścił się w limicie czasowym i pamięciowym oraz czy wypisał poprawną odpowiedź.

### Zawody I stopnia
Zawody I stopnia rozwiązywane są samodzielnie przez uczniów poprzez Internet. Zawodnicy rozwiązują zadania poprzez specjalny System Informatyczny Olimpiady (SIO). Zawody I stopnia podzielone są na trzy tury:
- Tura testowa polega na rozwiązaniu testu z zakresu wiedzy algorytmicznej oraz znajomości jednego z dwóch języków programowania: C++ lub Pythona. Test składa się z 20 wylosowanych pytań z ogólnodostępnej puli[4]. Pytania są zarówno zamknięte (wielokrotnego wyboru) oraz otwarte. Każde pytanie warte jest 10 punktów. Zawodnicy mogą podejść do testu dwukrotnie, a punktowany jest wynik z lepszego podejścia.
- Tura otwarta polega na rozwiązaniu od 4 do 6 zadań. Rozwiązania zadań są sprawdzane automatycznie i zawodnicy mogą zobaczyć wynik swojego zgłoszenia w SIO.
- Tura ukryta polega na rozwiązaniu od 4 do 6 zadań. Tutaj rozwiązania także są sprawdzane automatycznie, ale zawodnicy mają jedynie dostęp do wyników na przykładowych, niepunktowanych testach. Wyniki punktowe zostają ogłoszone po zakończeniu tury ukrytej.

### Zawody II stopnia
Zawody II stopnia odbywają się w warunkach kontrolowanej samodzielności w wyznaczonych Centrach Lokalnych. Zawody składają się z jednej sesji trwającej 4 godziny. Zawodnicy mają do rozwiązania od dwóch do czterech zadań, których format jest identyczny do zadań z tury ukrytej zawodów I stopnia.

### Zawody III stopnia
Do zawodów III stopnia kwalifikowanych jest ok. 80 zawodników, najwyżej sklasyfikowanych podczas zawodów II stopnia. Wszyscy uczestnicy zawodów III stopnia zostają finalistami Olimpiady. Zawody formatem przypominają zawody II stopnia. Po zawodach Komitet Główny ogłasza listę rankingową, gdzie wyróżniający się finaliści otrzymają tytuł laureata Olimpiady Informatycznej Juniorów. Istnieją trzy stopnie laureatów: I stopnia (którzy zwyczajowo otrzymują złote medale), II stopnia (srebrne medale) oraz III stopnia (brązowe medale). Inaczej niż w sporcie, w olimpiadach naukowych nie tylko trzy pierwsze osoby są nagradzane medalami. Dodatkowo Komitet może wyróżnić niektóre finalistki i finalistów, którzy otrzymują tytuł finalistki/y z wyróżnieniem.

## Nagrody i uprawnienia
Laureatom i finalistom Olimpiady Informatycznej Juniorów przysługuje wolny wstęp do szkół ponadpodstawowych i ocena celująca z informatyki. Uczniowie nie są zwolnieni z żadnej części egzaminu ośmioklasisty (jak np. w przypadku Olimpiady Matematycznej Juniorów), jako że podczas egzaminu nie jest sprawdzana wiedza informatyczna. Najlepsi olimpijczycy reprezentują Polskę na międzynarodowych zawodach informatycznych [takich jak EJOI - European Junior Olympiad in Informatics] i mają zapewniony udział w olimpijskich obozach treningowych, które odbywają się podczas wakacji.

## Zwycięzcy zawodów

### Zawody indywidualne
Poniższa tabela przedstawia zwycięzców zawodów indywidualnych kolejnych edycji olimpiady.
| Zawody    | Zwycięzcy            | Szkoła                                                                                               | Województwo  |
| --------- | -------------------- | --- | ------------ |
| I OIG     | Paweł Walczak        | Gimnazjum nr 24 w Gdyni                                                                              | pomorskie    |
| II OIG    | Karol Pokorski       | Publiczne Gimnazjum w Skórczu                                                                        | pomorskie    |
| III OIG   | Marcin Smulewicz     | Zespół Szkół Integracyjnych w Skierniewicach                                                         | łódzkie      |
| IV OIG    | Tomasz Syposz        | Gimnazjum Dwujęzyczne nr 49 we Wrocławiu                                                             | dolnośląskie |
| V OIG     | Przemysław Kozłowski | Społeczne Gimnazjum nr 8 STO w BIałymstoku                                                           | podlaskie    |
| V OIG     | Stanisław Barzowski  | Gimnazjum nr 24 w Gdyni                                                                              | pomorskie    |
| VI OIG    | Przemysław Kozłowski | Społeczne Gimnazjum nr 8 STO w Białymstoku                                                           | podlaskie    |
| VII OIG   | Paweł Burzyński      | Gimnazjum nr 24 w Gdyni                                                                              | pomorskie    |
| VII OIG   | Tomasz Kościuszko    | Gimnazjum Dwujęzyczne nr 42 w Warszawie                                                              | mazowieckie  |
| VIII OIG  | Jan Olkowski         | Gimnazjum Dwujęzyczne nr 42 w Warszawie                                                              | mazowieckie  |
| IX OIG    | Kacper Walentynowicz | Gimnazjum nr 24 w Gdyni                                                                              | pomorskie    |
| X OIG     | Bartłomiej Wacławik  | Gimnazjum nr 16 w Krakowie                                                                           | małopolskie  |
| XI OIG    | Joanna Wojciechowska | Gimnazjum nr 13 w Warszawie                                                                          | mazowieckie  |
| XII MOI   | Dominik Wawszczak    | Oddziały Gimnazjalne w Liceum Ogólnokształcącym nr 14 w Warszawie                                    | mazowieckie  |
| XII MOI   | Mikołaj Woliński     | Gimnazjum nr 24 w Gdyni                                                                              | pomorskie    |
| XIII MOI  | Jan Strzeszyński     | Oddziały Gimnazjalne w Liceum Ogólnokształcącym nr 14 w Warszawie                                    | mazowieckie  |
| XIV OIJ   | Konstanty Smolira    | Szkoła Podstawowa "Europejczyk" w Szerokiem                                                          | lubelskie    |
| XV OIJ    | Karol Łacina         | Szkoła Podstawowa nr 76 z Oddziałami Sportowymi we Wrocławiu                                         | dolnośląskie |
| XVI OIJ   | Stanisław Lada       | Szkoła Podstawowa im. Zofii i Jędrzeja Moraczewskich w Sulejówku                                     | mazowieckie  |
| XVII OIJ  | Samuel Maj           | Niepubliczna Szkoła Podstawowa Fundacji Królowej Świętej Jadwigi w Kętach                            | małopolskie  |
| XVIII OIJ | Piotr Dybich         | Szkoła Podstawowa nr 1 im. Orła Białego w Strzyżowie                                                 | podkarpackie |
| XVIII OIJ | Krzysztof Witkowski  | Szkoła Podstawowa nr 221 z Oddziałami Integracyjnymi im. Barbary Bronisławy Czarnowskiej w Warszawie | mazowieckie  |

### Zawody drużynowe
W latach 2011–2019 odbywały się także zawody drużynowe, w których brały udział drużyny złożone z co najwyżej czterech uczniów.
| Zawody   | Nazwa zwycięskiej drużyny | Członkowie drużyny                                                            | Szkoła                                                            | Województwo  |
| -------- | ------------------------- | ----------------------------------------------------------------------------- | ----------------------------------------------------------------- | ------------ |
| V OIG    | 24. Gimnazjum w Gdyni     |                                                                               | Gimnazjum nr 24 w Gdyni                                           | pomorskie    |
| VI OIG   | Aardvarks                 | - Alicja Chaszczewicz - Agnieszka Dudek - Jarosław Kwiecień - Jakub Zadrożny  | Gimnazjum Dwujęzyczne nr 49 we Wrocławiu                          | dolnośląskie |
| VII OIG  | Aardvarks                 | - Alicja Chaszczewicz - Agnieszka Dudek - Jarosław Kwiecień - Jakub Zadrożny  | Gimnazjum Dwujęzyczne nr 49 we Wrocławiu                          | dolnośląskie |
| VIII OIG | Qrsor                     | - Anna Hoang - Artur Puzio - Michał Siennicki - Jan Olkowski                  | Gimnazjum Dwujęzyczne nr 42 w Warszawie                           | mazowieckie  |
| IX OIG   | Team Speeding Blue        | - Helena Ciruk - Milena Kubicz - Mateusz Masłowski - Juliusz Pham             | Gimnazjum nr 24 w Gdyni                                           | pomorskie    |
| X OIG    | Sudoers                   | - Jagoda Maria Bracha - Stanisław Gutowski - Paweł Pawłowski - Marek Skiba    | Prywatne Gimnazjum w Lublinie                                     | lubelskie    |
| XI OIG   | gumowakaczuszka           |                                                                               | Gimnazjum nr 13 w Warszawie                                       | mazowieckie  |
| XII MOI  | 24. Gimnazjum w Gdyni     | - Justyna Palikowska - Mikołaj Woliński - Mateusz Scharmach - Michał Wiliński | Gimnazjum nr 24 w Gdyni                                           | pomorskie    |
| XIII MOI | Hunia i przyjaciele       | - Miron Hunia - Jan Kolipiński - Tomasz Kwiatkowski - Jan Strzeszyński        | Oddziały Gimnazjalne w Liceum Ogólnokształcącym nr 14 w Warszawie | mazowieckie  |

## Starty w olimpiadach międzynarodowych
Najlepsi zawodnicy Olimpiady Informatycznej Juniorów zostają wybrani do reprezentacji Polski na Europejską Olimpiadę Informatyczną Juniorów (European Junior Olympiad in Informatics, EJOI). Do 2024 roku Polacy zdobyli 6 złotych medali, 7 srebrnych medali i 16 brązowych medali.
| Zawody    | Miejsce zawodów     | Reprezentacja                                                                                                 | Liderzy reprezentacji                          |
| --------- | ------------------- | --- | ---------------------------------------------- |
| EJOI 2017 | Sofia, Bułgaria     | - Mikołaj Woliński - Mikołaj Bulge - Dominik Wawszczak - Krzysztof Olejniczak                                 | - Sebastian Szubartowski - Bartosz Łukasiewicz |
| EJOI 2018 | Innopolis, Rosja    | - Jan Strzeszyński - Antoni Długosz - Zuzanna Kiczak - Korneliusz Obarski                                     | - Bartosz Łukasiewicz - Marta Czerwonka        |
| EJOI 2019 | Maribor, Słowenia   | - Jan Strzeszyński - Zuzanna Ossowska - Bartłomiej Czarkowski - Jerzy Olkowski                                | - Bartosz Łukasiewicz - Marta Czerwonka        |
| EJOI 2020 | Tbilisi, Gruzja     | - Konstanty Smolira - Ignacy Boehlke - Marek Muzyka - Jerzy Olkowski                                          | - Karol Pokorski - Maciej Sysło                |
| EJOI 2021 | Ploiești, Rumunia   | - Adam Gąsienica-Samek - Paulina Żeleźnik (II reprezentacja) - Jerzy Olkowski - Karol Łacina - Stanisław Lada | - Lech Duraj - Karol Pokorski                  |
| EJOI 2022 | Kijów, Ukraina      | - Stanisław Lada - Piotr Dybich - Mateusz Jurach - Karol Żeleźnik                                             | - Karol Pokorski - Cezary Obczyński            |
| EJOI 2023 | Kutaisi, Gruzja     | - Piotr Dybich - Jan Kosiorowski - Samuel Maj - Michał Wolny                                                  | - Karol Pokorski - Tomasz Kwiatkowski          |
| EJOI 2024 | Kiszyniów, Mołdawia | - Piotr Dybich - Artur Smoleński - Krzysztof Witkowski - Michał Roguz                                         | - Bartosz Kostka - Paweł Dietrich              |

## Komitet Główny Olimpiady
Poniższa lista przedstawia obecnych członków Komitetu Głównego Olimpiady Informatycznej Juniorów.
- Maciej Borowiecki
- dr Piotr Chrząstowski-Wachtel
- Paweł Dietrich (Komitet Techniczny)
- prof. dr hab. Krzysztof Diks (w-ce przewodniczący Komitetu Głównego)
- dr Lech Duraj (przewodniczący Komitetu Głównego)
- Karol Farbiś (przewodniczący Jury)
- Bartosz Kostka (w-ce przewodniczący Komitetu Głównego)
- Mirosław Mortka
- Mirosław Pietrzycki
- Karol Pokorski (sekretarz naukowy)
- Joanna Śmigielska (koordynatorka Olimpiady)